# Battle Autumn '22
Battle Autumn '22 fue un evento de lucha libre profesional producido por la empresa New Japan Pro-Wrestling (NJPW), que tuvo lugar el 5 de noviembre de 2022 desde el Edion Arena Osaka en Osaka, Japón.

## Antecedentes
Al final del evento Burning Spirit, Tetsuya Naito confrontó a Will Ospreay y lo desafió a una lucha por el Campeonato Peso Pesado de los Estados Unidos de la IWGP, sin embargo, fue interrumpido por Zack Sabre Jr., quien a su vez retó a Naito a una lucha en el siguiente evento Royal Quest II para determinar finalmente al contendiente al título de Ospreay. En dicho evento, Naito derrotó a Sabre, cimentando su posición como retador al título.

## Resultados
En paréntesis se indica el tiempo de cada combate:
- Catch 2/2 (Francesco Akira & TJP) derrotaron a Los Ingobernables de Japón (BUSHI & Titán) y retuvieron el Campeonato en Parejas Peso Pesado Junior de la IWGP (11:36).
  - Akira cubrió a BUSHI después de un «Leaning Tower».
- United Empire (Gideon Grey, Aaron Henare, Kyle Fletcher & Mark Davis) derrotaron a Alex Zayne, David Finlay, Toru Yano y Hiroshi Tanahashi (9:50).
  - Fletcher cubrió a Yano después de un «Corealis».
- Hikuleo (con Jado) derrotó a Yujiro Takahashi (con SHO) (0:28).
  - Hikuleo cubrió a Yujiro después de un «Chokeslam».
  - Originalmente, Karl Anderson iba a defender el Campeonato de Peso Abierto NEVER ante Hikuleo, pero rechazó competir debido a un conflicto de calendarización al participar en el evento Crown Jewel de WWE.
- Ren Narita derrotó a SANADA y avanzó a la final del torneo por el inaugural Campeonato Televisivo de NJPW World (14:31).
  - Narita cubrió a SANADA después de un «Narita Special #4».
- Zack Sabre Jr. derrotó a EVIL (con Dick Togo) y avanzó a la final del torneo por el inaugural Campeonato Televisivo de NJPW World (4:48).
  - Sabre cubrió a EVIL después de un «Ground Cobra Twist».
- Master Wato y El Desperado derrotaron a Hiromu Takahashi y Taiji Ishimori (16:49).
  - Wato cubrió a Takahashi después de un rodillazo de Ishimori a Takahashi.
- Kazuchika Okada y Tama Tonga (con Jado) derrotaron a Bullet Club (Jay White & KENTA) (con Gedo) (17:34).
  - Tonga cubrió a KENTA después de un «Gunstun».
- FTR (Cash Wheeler & Dax Harwood) derrotaron a United Empire (Great-O-Khan & Jeff Cobb) y retuvieron el Campeonato en Parejas de la IWGP (17:31).
  - Harwood cubrió a O-Khan después de un «Big Rig».
- Will Ospreay (con Gideon Grey) derrotó a Tetsuya Naito y retuvo el Campeonato Peso Pesado de los Estados Unidos de la IWGP (30:07).
  - Ospreay cubrió a Naito después de un «Stormbreaker».
  - Después de la lucha, Shota Umino retornó a NJPW, tras su excursión en RevPro, atacando a Ospreay y desafiándolo a una lucha por el título.